# Хао Хайтао
Ха́о Хайта́о (кит. упр. 郝海涛; 3 декабря 1968, Циндао, Шаньдун) — китайский футболист, защитник, футбольный тренер. Его двоюродный брат, Хао Хайдун, также занимался футболом, а в настоящее время является владельцем клуба «Тяньцзинь Сунцзян».

## Карьера
Хао Хайтао и его двоюродный брат Хао Хайдун ещё будучи футболистами молодёжных команд, были замечены скаутами армейского клуба «Баи», однако Хао Хайдун затем попал в команду высшего дивизиона, а Хао Хайтао присоединился к армейской команде третьего дивизиона «Нанькин Арми». К 1994 году Китайская футбольная ассоциация потребовала полной профессионализации футбола в стране и Хао Хайтао перешёл в команду второго дивизиона «Циндао Хайню». Клуб завоевал чемпионский титул и получил повышение в классе. В следующем сезоне команда была вынуждена бороться за выживание в элите китайского футбола, однако в итоге финишировала 11-й, в зоне вылета. В то время как «Циндао» вновь старалась попасть в высший дивизион, перед началом сезона 1997 года Хао перешёл в клуб второго дивизиона «Шанхай Пудун». В сезоне 1998 года команда боролась за выживание, а Хао был отдан в аренду в другую команду Лиги Цзя-Б «Тяньцзинь Тэда». С «Тяньцзинем» Хао вновь выиграл чемпионат и получил право выступать в высшем дивизионе. Хао вернулся в «Шанхай Пудун», где провёл ещё два сезона, а затем завершил карьеру.

## Достижения

### В качестве игрока
Циндао Хайню:
- Чемпион китайской Лиги Цзя-Б : 1994

 Тяньцзинь Тэда:
- Чемпион китайской Лиги Цзя-Б : 1998